# Zacuscă

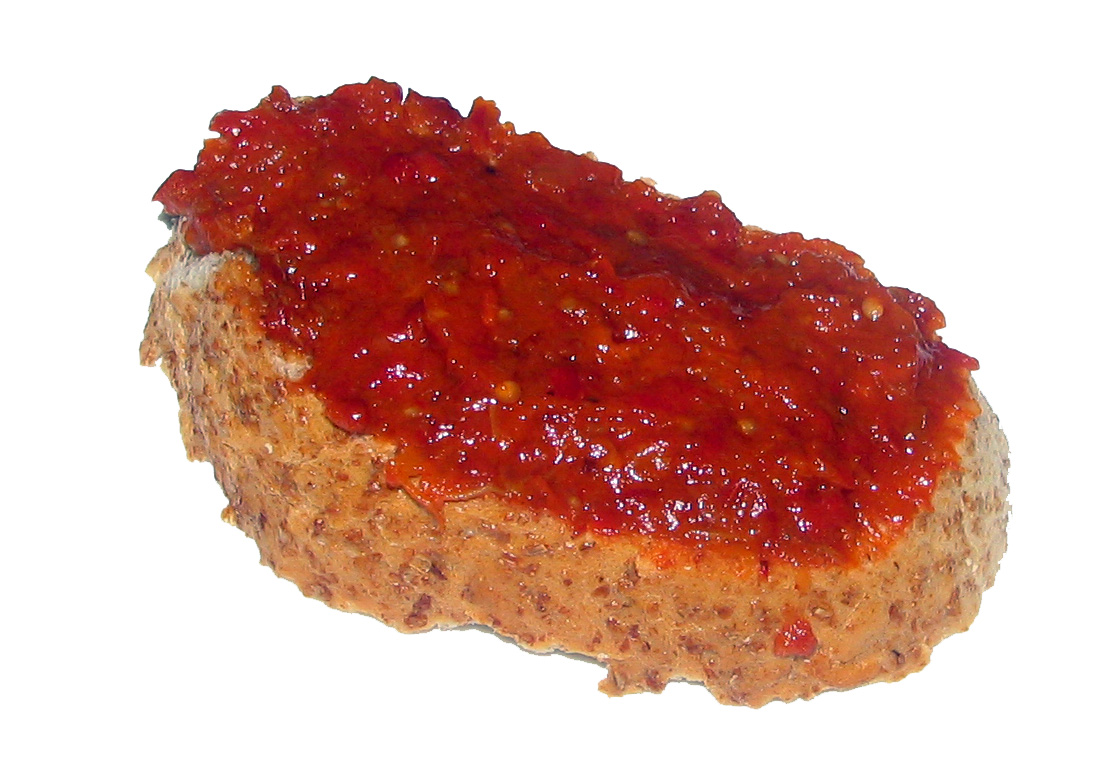
Zacuscă auf Brot

Zacuscă (zaˈkuskə) ist ein Mus aus Paprika, Auberginen und Tomaten, das in der Rumänischen Küche als Würzmittel und Brotaufstrich dient.

## Zubereitung
Typischerweise wird das Mus nach der Herbsternte zubereitet. Die Paprikaschoten werden so lange geröstet, bis die Schale leicht angeschwärzt ist und die Oberfläche runzelig erscheint. Die Auberginen werden ebenso geröstet, bis sie weich sind bzw. die Schale leicht einreißt, die danach mit der bitteren Flüssigkeit entfernt wird. Die abgekühlten Paprikaschoten werden geschält und entkernt und anschließend grob zerkleinert. In halbe Scheiben geschnittene, angebratene Zwiebeln und fein zerkleinerte gekochte Karotten köcheln für ca. 30 Minuten, danach werden der Paprikamasse Lorbeerblätter, Salz und Pfeffer hinzugegeben. Nach weiteren 30 Minuten werden passierte Tomaten mit etwas Zucker und die grob gehackten Auberginen hinzugegeben. Zum Zerhacken der Auberginen sollte kein Messer und auch kein Mixer verwendet werden, da diese die Kerne zerteilen, wodurch die Speise bitter wird. Ein Hackmesser (bei dem die Schneide aus Holz ist) ist das geeignetere Instrument dazu.
Teilweise werden auch weitere Zutaten verwendet, wie z. B. Sellerie, Pilze (Zacuscă de ciuperci), Bohnen (Zacuscă cu fasole) oder Fisch (Zacuscă lipoveană de pește). Die Masse köchelt für weitere 30 Minuten und darf zu keiner Zeit anbrennen, bei Bedarf wird Öl nachgegossen. Danach schmort die Paste (bei 200 °C Umluft) insgesamt ca. 4–5 Stunden und reduziert sich unter gelegentlichem Umrühren zu einer festeren Konsistenz. Anschließend wird die heiße Masse in kochend heiße Einweckgläser haltbar abgefüllt.
Die Herstellung von ca. 7–8 kg Aufstrich während eines Kochgangs ist nicht unüblich. Die Reifung von Zacuscă über einige Monate in kühler Lagerung soll den Geschmack verbessern. Die traditionelle Hausmannskost wird vielfach daheim zubereitet, ist aber auch kommerziell erhältlich.

## Wortherkunft
Der Begriff zacuscă hat seinen Ursprung in den slawischen Sprachen (vgl. russisch закуска sakuska), deutsch Appetithappen oder Imbiss. Der russische Wortstamm кус kus heißt Happen, Biss, davon abgeleitet auch die russischen Begriffe вкусно vkusno’ „wohlschmeckend“, кусать kusat’ „beißen“ oder закусывать zakusyvat’ „einen Happen essen“.